# Убить гонца
«Убить гонца» (англ. Kill the Messenger) — детектив, снятый режиссёром  Майклом Куэста  с Джереми Реннером в главной роли. В основу сценария фильма легла одноимённая книга о реальной истории журналиста Гэри Уэбба, лауреата Пулитцеровской премии, наткнувшемся на секретные правительственные материалы, уличающие правительство США в преступных действиях в отношении своих же граждан. Премьера фильма состоялась 10 октября 2014 года.

## Сюжет
В 1996 году репортер San Jose Mercury News Гэри Уэбб берет интервью у торговца наркотиками Ронни Куэйла, который возмущен тем, что правительство использовало гражданскую конфискацию активов, чтобы сохранить его дом даже после того, как он был оправдан. Последовавшая за этим статья Уэбба о злоупотреблениях конфискацией имущества вызвала неоднократные телефонные звонки от женщины по имени Корал, с которой он соглашается встретиться, когда она говорит, что у неё есть документы, подтверждающие спонсируемую правительством продажу кокаина в США. Корал дает Уэббу стенограмму показаний большого жюри (обычно держится в секрете), который был случайно передан её бойфренду, обвиняемому в торговле наркотиками. После того, как Уэбб сообщает прокурору по делу, что у него есть стенограмма, правительство снимает обвинения с парня Корал, чтобы защитить своего главного свидетеля: Оскара Данило Бландона.
Уэбб начинает изучать Бландона и натыкается на незавершенное дело «Автострады» Рика Росса. Он с ошеломлением узнаёт, что Бландон является платным информатором. Вооруженный этим знанием, поверенный Росс получает от Бландона его показания под присягой, в которых излагается предполагаемая причастность ЦРУ к контрабанде кокаина и поддерживало контрабанду кокаина Бландоном и его партнерами в США с целью использовать прибыль для поддержки никарагуанских контрас.
Уэбб едет в тюрьму в Манагуа и разговаривает с партнером Бландона, Норвином Менесесом, который подтверждает причастность Оливера Норта к схеме «наркотики в обмен на оружие». В Вашингтоне, округ Колумбия, Уэбб выслеживает сотрудника Совета национальной безопасности Фреда Вейла, который был следователем по отчету комитета Керри, в котором затрагивались те же вопросы. Как и многие другие люди, с которыми разговаривает Уэбб, Вейл предупреждает его, что эта тема может подвергнуть его опасности. На всякий случай федеральные агенты вызывают Уэбба на собрание, где предостерегают его от публикации того, что он узнал.
Газета публикует историю Уэбба в виде серии из трех статей под названием «Тёмный альянс». Сенсация вызывает интерес общенациональных газет Los Angeles Times, Washington Post и The New York Times, Уэбб считает их последующие материалы слишком почтительными по отношению к ЦРУ. В конце концов, их репортажи обращаются к самому Уэббу, включая его роман, который у него был во время работы в The Plain Dealer. Наступивший вскоре скандал вокруг президента Билла Клинтона затмевает интерес к "Тёмному альянсу".
Редакция ссылает Уэбба в Купертино, чтобы он освещал мирские местные новости. Однако он продолжает работать над историей. Однажды ночью его разбудил в номере мотеля Джон Каллен, который является именно тем источником ЦРУ, который непосредственно знает схему поставок. Радость Уэбба от нахождения Каллена быстро улетучивается, когда газета раскрывает свои планы написать открытое письмо, ставя под сомнение некоторые аспекты репортажа о «Темном альянсе». На ужине Общества профессиональных журналистов, посвященном Уэббу как «Журналисту года» в районе залива, он подает прошение об отставке своим редакторам. Эпилог показывает, что в 2004 году Гэри Уэбб был найден мертвым в своей квартире с двумя выстрелами в голову. Его смерть признали самоубийством.

## В ролях
| Актёр                 | Роль              |
| --------------------- | ----------------- |
| Джереми Реннер        | Гэри Уэбб         |
| Мэри Элизабет Уинстэд | Анна Симонс       |
| Розмари ДеУитт        | Сью Уэбб          |
| Барри Пеппер          | Рассел Додсон     |
| Рэй Лиотта            | Джон Каллен       |
| Оливер Платт          | Джерри Кеппос     |
| Энди Гарсиа           | Норвин Менезес    |
| Майкл Шин             | Фред Уэйл         |
| Роберт Патрик         | Роберт Джей Куэйл |
| Майкл Кеннет Уильямс  | Рикки Росс        |

На главную роль рассматривались Брэд Питт и Том Круз.

## Отзывы
Фильм получил положительные отзывы критиков. На сайте Rotten Tomatoes фильм имеет рейтинг 77% на основе 127 рецензий критиков, со средним баллом 6,7 из 10.
На сайте Metacritic фильм набрал 60 баллов из 100, на основании 36 отзывов.